# Tumba de Stephen A. Douglas
La Tumba y monumento conmemorativo de Stephen A. Douglas o Parque del Monumento de Stephen Douglas es un monumento que incluye la tumba del senador de los Estados Unidos Stephen A. Douglas (1813-1861). Está ubicado en 636 E. 35th Street en el vecindario Bronzeville de Chicago, Illinois (parte de la comunidad Douglas), cerca del sitio del Ejército de la Unión y el campamento de prisioneros de guerra Douglas. La tierra era originalmente propiedad de los herederos de Douglas, pero se vendió al estado de Illinois, cuando se conoció como "Camp Douglas" y sirvió primero como campo de entrenamiento para los soldados de la Unión durante la Guerra de Secesión, y luego como campo de prisioneros de guerra.

## Descripción
El monumento es una estructura de granito de 29,2 m que comprende tres bases circulares y un mausoleo octogonal de 6,1 m de diámetro que contiene el sarcófago de Douglas. Grandes figuras alegóricas de bronce que representan "Illinois", "Historia", "Justicia" y "Elocuencia" están ubicadas en las cuatro esquinas principales del mausoleo. Cuatro bajorrelieves en los paneles de la base principal representan el avance de la civilización americana. Una estatua de 3m de Douglas se encuentra encima de una columna de mármol blanco de su estado natal, Vermont.
Douglas, mejor recordado por debatir con Abraham Lincoln sobre la esclavitud, murió de fiebre tifoidea el 3 de junio de 1861 en Chicago, donde fue enterrado a orillas del lago Míchigan. Inmediatamente después de su muerte, se formó una asociación de notables habitantes de Chicago para supervisar la construcción de una tumba y un monumento adecuados, pero sus miembros no lograron recaudar fondos suficientes. En 1865, el estado de Illinois compró la tumba a la viuda de Douglas, Adele Douglas, por 25 000 dólares. El 3 de junio de 1868, el cuerpo de Douglas fue colocado en la parte completa de la tumba. Leonard Volk, pariente de Douglas, diseñó la tumba y el monumento. En 1871, el Gran Incendio de Chicago destruyó los planes de Volk para la estructura sin terminar. La tumba se completó en mayo de 1881, tras un gasto de 90 000 dólares.
El monumento fue designado Monumento de Chicago el 28 de septiembre de 1977. La tumba es mantenida por la Agencia de Preservación Histórica de Illinois como un sitio histórico estatal. El 14 de julio de 2020, tres miembros del Caucus Negro Legislativo de Illinois pidieron la remoción de la estatua, calificándola de "un tributo a un racista y sexista ampliamente conocido".